# Haematopota abyssinica
Haematopota abyssinica är en tvåvingeart som beskrevs av Surcouf 1908. Haematopota abyssinica ingår i släktet Haematopota och familjen bromsar. Inga underarter finns listade i Catalogue of Life.